# Kapcypridopsis barnardi
Kapcypridopsis barnardi é uma espécie de crustáceo da família Cyprididae.
É endémica da África do Sul.